# مسدد دهمس (لودر)

تعديل مصدري - تعديل

مسدد دهمس هي إحدى قرى عزلة زارة بمديرية لودر التابعة لمحافظة أبين، بلغ تعداد سكانها 81 نسمة حسب تعداد اليمن لعام 2004.